# Безсмъртен полк
Безсмъртен полк (на руски: Бессмертный полк) е сравнителни нова обществена акция, която се провежда ежегодно в Русия, а напоследък и в някои други държави. В Деня на Победата – 9 май – участниците в акцията преминават по улиците на градовете с георгиевски ленти и портрети на своите предци, които са участвали във Войната на Източния фронт в Европа, наричана в СССР Великата Отечествена война.

## Отбелязване в Русия
Акцията е проведена за пръв път в руския град Томск през 2012 г., по инициатива на журналистите Сергей Лапенков, Сергей Колотовкин и Игор Димитриев.
През 2013 акцията „Безсмъртен полк“ се провежда в 120 градове и села в Русия, а през 2014 – в 500 града в седем страни по света. През 2015 „Безсмъртният полк“ марширува в 15 държави. В Москва излизат половин милион души, начело с президента на Русия Владимир Путин.
Впоследствие назряват критики, включително и от инициаторите на идеята, че тя започва да се използва с пропагандни цели от властите в Кремъл, а не толкова с цел да увековечи паметта на загиналите.

## Безсмъртният полк в България
В България кампанията се подкрепя предимно от леви и проруски ориентирани организации. Такава акция се провежда за пръв път на 9 май 2016 г., по случай 71-вата годишнина от края на Втората световна война в Европа. Шествия са организирани в над 35 града, като в 16 от тях преминават и редици от родственици на български участници в антифашистката съпротива и във Втората световна война. Събитието се организираа от неправителствени левичарски и русофилски организации като Национално движение „Русофили“, Български антифашистки съюз, Съюз на ветераните от войните и др. Участниците носят преминава с георгиевски ленти, знамена на България и Русия, червени знамена и копия на Знамето на победата през центъра на столицата до паметника на Съветската армия, където участниците тържествено полагат цветя и венци. През 2016 година в България е регистрирана Фондация „Безсмъртният полк“. с председател Павел Иванов.
В шествието участват политици като бившият президент на България и председател на АБВ Георги Първанов, депутатът и председател на БСП Корнелия Нинова, депутатът и председател на Атака Волен Сидеров.